# Ratusz w Bańskiej Szczawnicy

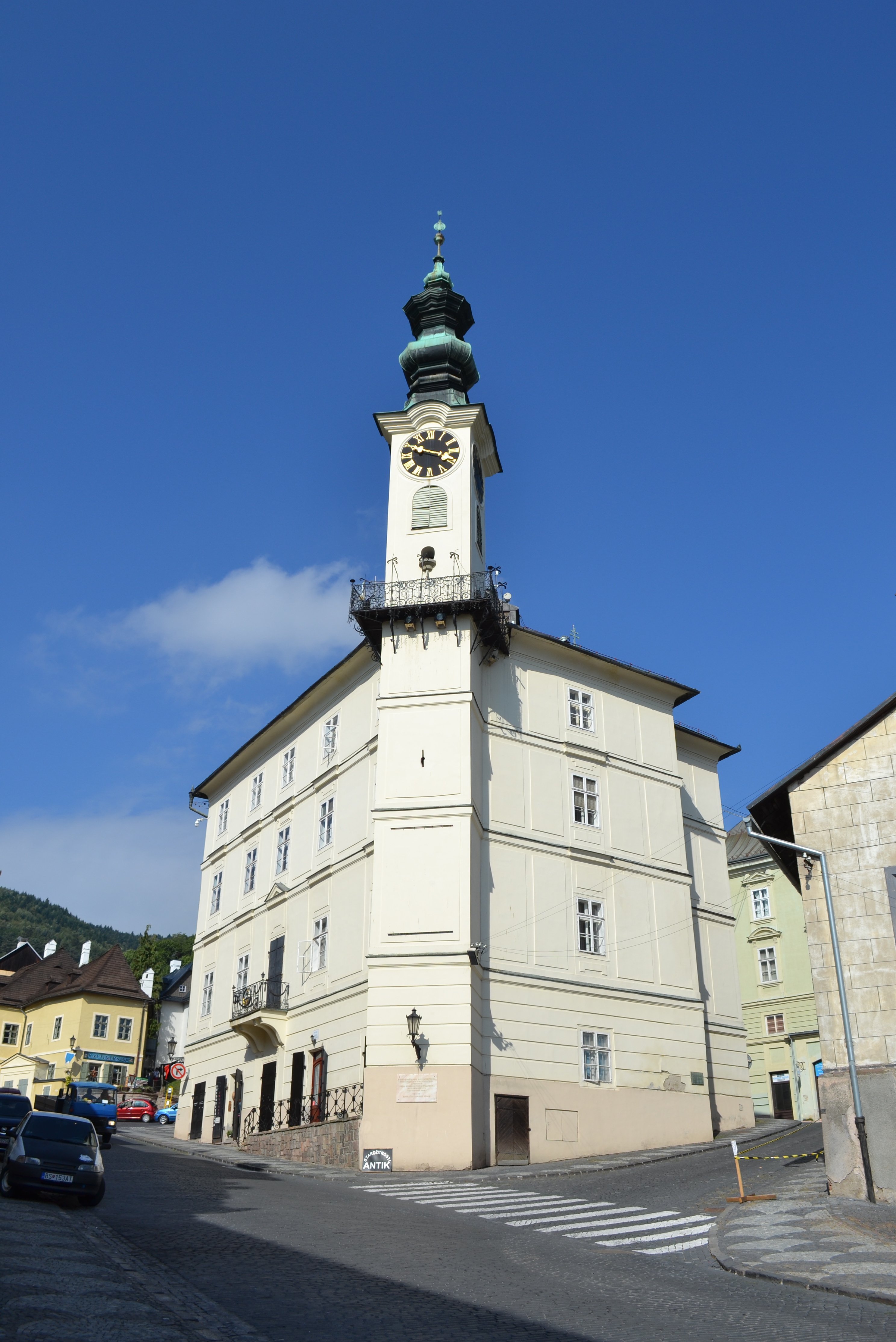
Ratusz w Bańskiej Szczawnicy

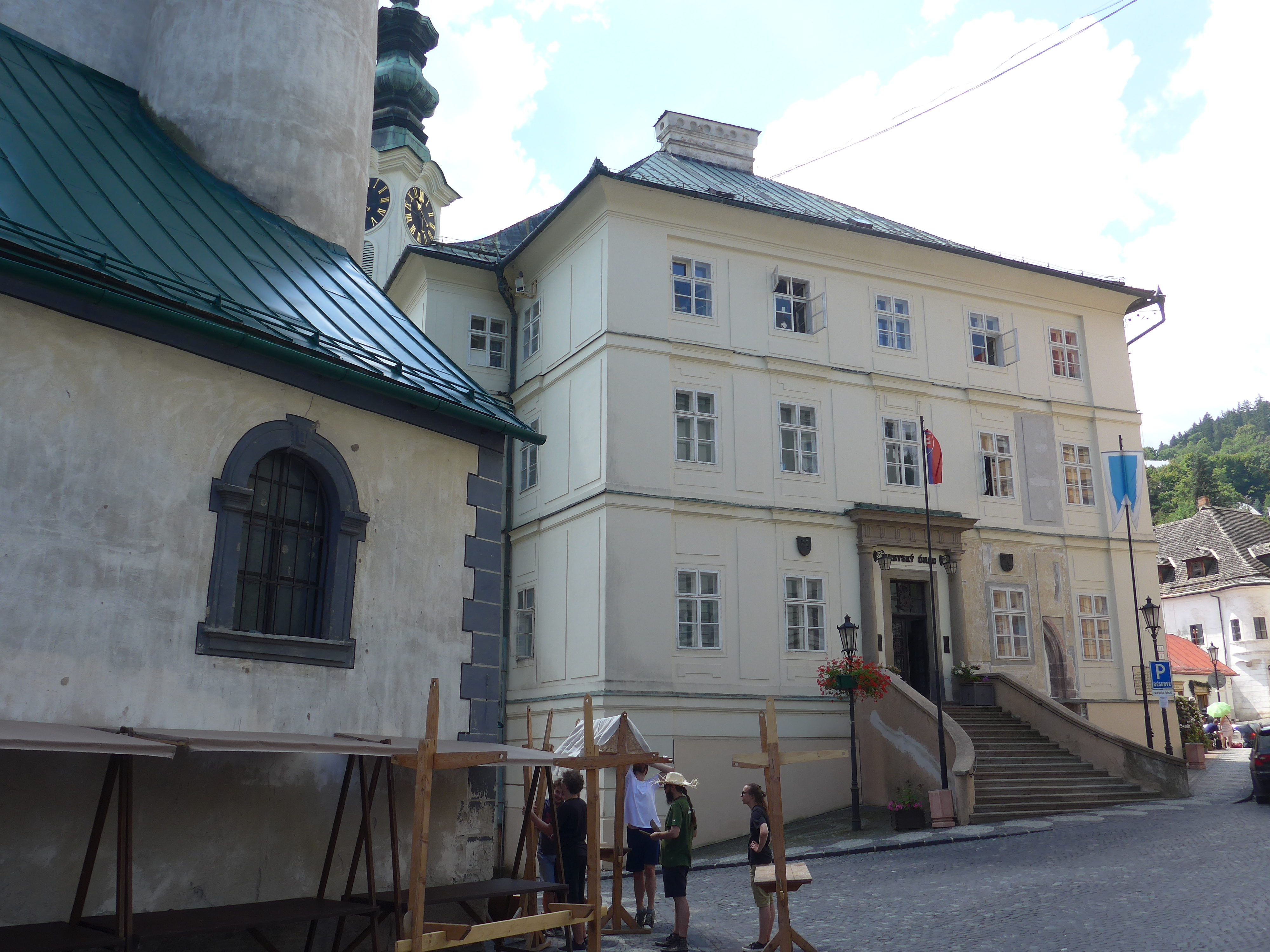
Ratusz od strony północnej; z lewej kościół św. Katarzyny

Ratusz w Bańskiej Szczawnicy (słow. Radnica v Banskej Štiavnici) – historyczna, zabytkowa budowla w Bańskiej Szczawnicy na Słowacji. Od czasu powstania siedziba władz miasta.

## Położenie
Znajduje się w centrum historycznej zabudowy miasta, przy Placu Ratuszowym nr 1 (słow. Radničné námestie nr 1), tuż obok kościoła św. Katarzyny.

## Historia
Na miejscu, w którym dziś wznosi się ratusz, w XIV w. stał parterowy budynek, w którym zbierała się ówczesna rada miasta. W 1488 r. został on rozbudowany przez dodanie piętra. W 1507 r. dobudowano do niego późnogotycką kaplice pod wezwaniem św. Anny, zburzoną w XVIII w. W latach 1678-79 został znacznie przebudowany w stylu renesansowym. Wieża była zwieńczona ostrosłupowym dachem hełmowym z czterema wieżyczkami w narożach. W piwnicach mieściło się więzienie, a koło ratusza stał pręgierz. Ostatnia znaczna przebudowa, tym razem w stylu późnobarokowym, miała miejsce w latach 1787-88. Została wykonana według projektu bańskoszczawnickiego mistrza murarskiego J. Pirckera, pochodzącego z Tyrolu.  Obiekt był restaurowany na początku XXI w.
Obecnie mieści się w nim Urząd Miasta Bańska Szczawnica (słow. Miestny úrad Banská Štiavnica).

## Charakterystyka
Budowla murowana, czterokondygnacyjna, na planie prostokąta z wyciętym północno-wschodnim narożnikiem, z kwadratową wieżą dostawioną do południowo-wschodniego narożnika pod kątem 45 stopni. Główny budynek nakryty dachem wielospadowym. Wieża zwieńczona wydatnym gzymsem, wygiętym ponad czterema tarczami zegarowymi, nad którym wznosi się trójkondygnacyjny, cebulasty dach hełmowy. W wieży dzwon z 1509 r. Na wysokości piątej kondygnacji wieżę obiega nadwieszony ganek z kutą balustradą, z którego w dni targowe i świąteczne koncertowali miejscy trębacze. Tarcze zegarowe, jak we wszystkich bańskoszczawnickich zegarach, charakteryzują się odwrotnym ustawieniem wskazówek: duża pokazuje godziny, a mała minuty. Część pomieszczeń nakryta renesansowymi sklepieniami. Na stropie sali obrad rady miejskiej malowidło przedstawiające alegorię Sprawiedliwości: kobiecą postać trzymającą w jednej ręce wagę, w drugiej miecz, prawdopodobnie autorstwa miejscowego malarza A. Schmidta. Zegar w sali obrad jest dziełem miejscowego zegarmistrza Jozefa Stadla z roku 1788.